# Eva Hrdinová

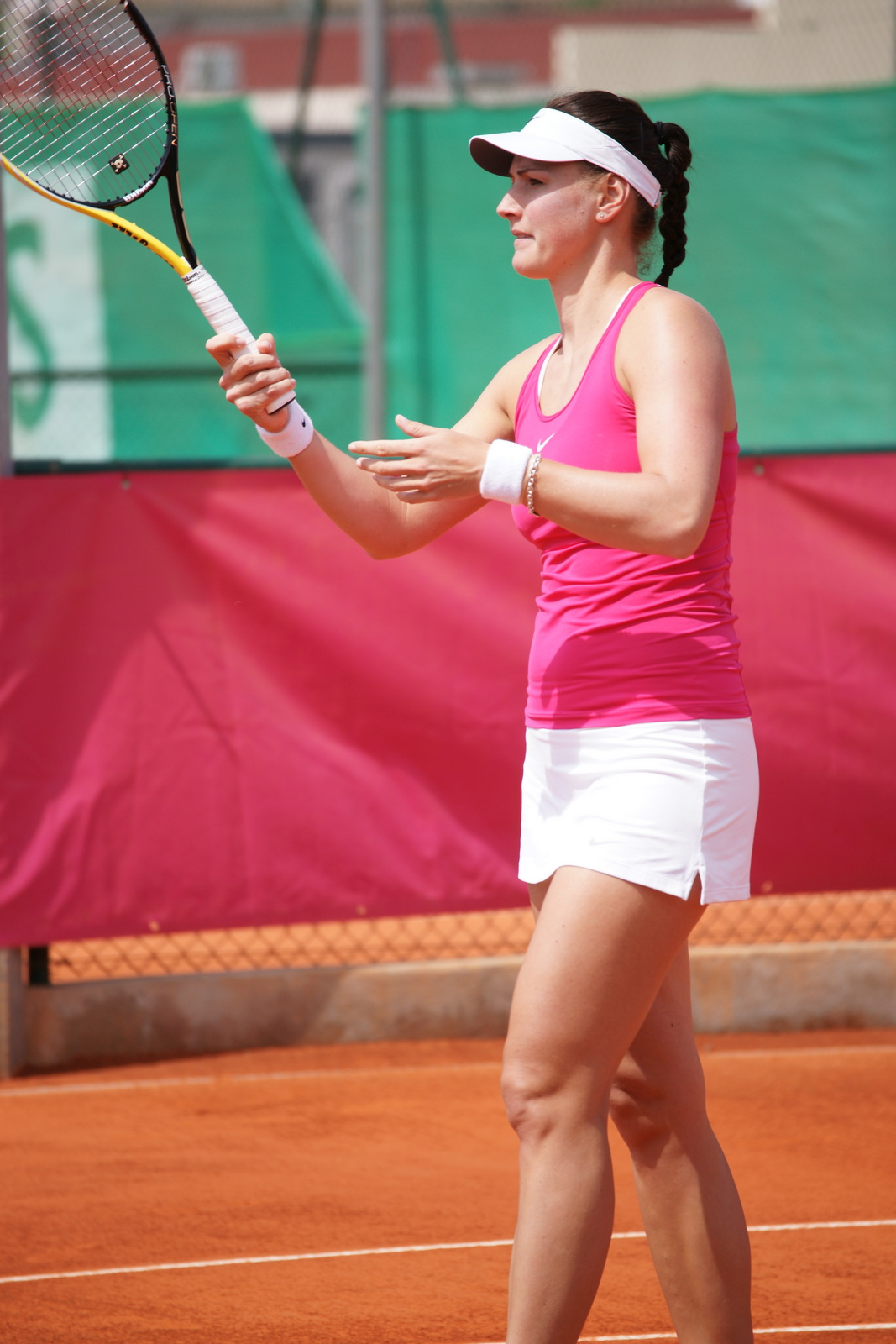
Eva Hrdinová à Cagnes-sur-Mer en 2014.

Eva Hrdinová, née le 15 juin 1984 à Plzeň, est une joueuse de tennis tchèque, professionnelle de 2000 à 2019.
Coachée par son père, Jiri Hrdina, elle évolue principalement sur le circuit ITF.

## Palmarès

### Titre en double dames
Aucun.

### Finales en double dames
| No | Date       | Nom et lieu du tournoi             | Catégorie | Dotation  | Surface      | Vainqueures                           | Partenaire           | Score            |          |
| -- | ---------- | ---------------------------------- | --------- | --------- | ------------ | ------------------------------------- | -------------------- | ---------------- | -------- |
| 1  | 04-02-2008 | Open Gaz de France Paris           | Tier II   | 600 000 $ | Dur (int.)   | Alona Bondarenko Kateryna Bondarenko  | Vladimíra Uhlířová   | 6-1, 6-4         | Parcours |
| 2  | 21-07-2008 | East West Bank Classic Los Angeles | Tier II   | 600 000 $ | Dur (ext.)   | Chan Yung-jan Chuang Chia-jung        | Vladimíra Uhlířová   | 2-6, 7-5, [10-4] | Parcours |
| 3  | 16-07-2012 | Swedish Open Båstad                | Intern'l  | 220 000 $ | Terre (ext.) | Catalina Castaño Mariana Duque Mariño | Mervana Jugić-Salkić | 4-6, 7-5, [10-5] | Parcours |
| 4  | 28-04-2014 | Portugal Open Oeiras               | Intern'l  | 250 000 $ | Terre (ext.) | Cara Black Sania Mirza                | Valeria Solovieva    | 6-4, 6-3         | Parcours |
| 5  | 27-04-2015 | Prague Open Prague                 | Intern'l  | 250 000 $ | Terre (ext.) | Belinda Bencic Kateřina Siniaková     | Kateryna Bondarenko  | 6-2, 6-2         | Parcours |

## Parcours en Grand Chelem

### En simple dames
| Année | Open d'Australie                                          | Open d'Australie                                     | Internationaux de France                           | Internationaux de France                              | Wimbledon                                           | Wimbledon  | US Open                                         | US Open |
| ----- | --------------------------------------------------------- | ---------------------------------------------------- | -------------------------------------------------- | ----------------------------------------------------- | --------------------------------------------------- | ---------- | ----------------------------------------------- | ------- |
| 2005  | Q2 \|\| style="text-align:left" \| Cho Yoon-jeong         | Q1 \|\| style="text-align:left" \| Anikó Kapros      | Q1 \|\| style="text-align:left" \| Mara Santangelo | Q1 \|\| style="text-align:left" \| Stéphanie Foretz   |                                                     |            |                                                 |         |
| 2006  | Q2 \|\| style="text-align:left" \| Kateryna Bondarenko    | —                                                    | —                                                  | Q1 \|\| style="text-align:left" \| Valentina Sassi    | Q1 \|\| style="text-align:left" \| Nathalie Vierin  |            |                                                 |         |
| 2007  | —                                                         | —                                                    | —                                                  | —                                                     | —                                                   | —          | Q2 \|\| style="text-align:left" \| Hsieh Su-wei |         |
| 2008  | Q2 \|\| style="text-align:left" \| Meng Yuan              | Q1 \|\| style="text-align:left" \| Jelena Pandžić    | 1er tour (1/64)                                    | Caroline Wozniacki                                    | Q1 \|\| style="text-align:left" \| Stephanie Dubois |            |                                                 |         |
| 2009  | Q1 \|\| style="text-align:left" \| Lenka Wienerová        | —                                                    | —                                                  | Q2 \|\| style="text-align:left" \| Lindsay Lee-Waters | 1er tour (1/64)                                     | Julie Coin |                                                 |         |
| 2010  | Q1 \|\| style="text-align:left" \| Lourdes Dominguez-Lino | Q1 \|\| style="text-align:left" \| Zuzana Ondrášková | —                                                  | —                                                     | —                                                   | —          |                                                 |         |

À droite du résultat, l’ultime adversaire.

### En double dames
| Année | Open d'Australie              | Open d'Australie    | Internationaux de France      | Internationaux de France    | Wimbledon                    | Wimbledon                 | US Open                       | US Open                   |
| ----- | ----------------------------- | ------------------- | ----------------------------- | --------------------------- | ---------------------------- | ------------------------- | ----------------------------- | ------------------------- |
| 2008  | -                             | -                   | 1er tour (1/32) D. Cibulková  | A. Bondarenko K. Bondarenko | 1er tour (1/32) P. Kvitová   | E. Vesnina V. Zvonareva   | 1er tour (1/32) V. Uhlířová   | S. Foretz C. Pin          |
| 2009  | 1er tour (1/32) K. Zakopalová | Yan Z. Zheng J.     | 1er tour (1/32) N. Vaidišová  | E. Dzehalevich A. Klepač    | 1er tour (1/32) N. Vaidišová | J. Ditty E. Dzehalevich   | -                             | -                         |
|       |                               |                     |                               |                             |                              |                           |                               |                           |
| 2013  | -                             | -                   | 1er tour (1/32) B. Jovanovski | J. Husárová S. Lisicki      | 2e tour (1/16) S. Foretz     | Hsieh S.-w. Peng S.       | 1er tour (1/32) A. Dulgheru   | M. Barthel L. Dekmeijere  |
| 2014  | 1er tour (1/32) P. Ormaechea  | Hsieh S.-w. Peng S. | -                             | -                           | 2e tour (1/16) B. Jovanovski | J. Görges A.-L. Grönefeld | -                             | -                         |
| 2015  | -                             | -                   | -                             | -                           | -                            | -                         | 1er tour (1/32) B. Jovanovski | Hsieh S.-w. An. Rodionova |
| 2018  | -                             | -                   | -                             | -                           | 1er tour (1/32) G. Olmos     | A. Rosolska A. Spears     |                               |                           |

Sous le résultat, la partenaire ; à droite, l’ultime équipe adverse.

## Parcours en «Premier Mandatory» et «Premier 5»
Découlant d'une réforme du circuit WTA inaugurée en 2009, les tournois WTA « Premier Mandatory » et « Premier 5 » constituent les catégories d'épreuves les plus prestigieuses, après les quatre levées du Grand Chelem.

### En double dames
| Année | Premier Mandatory | Premier Mandatory | Premier Mandatory | Premier Mandatory | Premier Mandatory | Premier Mandatory | Premier Mandatory | Premier Mandatory        | Premier 5         | Premier 5 | Premier 5 | Premier 5 | Premier 5 | Premier 5          | Premier 5         | Premier 5 | Premier 5  | Premier 5  | Premier 5 | Premier 5 | Premier 5 | Premier 5 |
| Année | Indian Wells      | Indian Wells      | Miami             | Miami             | Madrid            | Madrid            | Pékin             | Pékin                    | Dubaï             | Dubaï     | Doha      | Doha      | Rome      | Rome               | Canada            | Canada    | Cincinnati | Cincinnati | Tokyo     | Tokyo     | Wuhan     | Wuhan     |
| ----- | ----------------- | ----------------- | ----------------- | ----------------- | ----------------- | ----------------- | ----------------- | ------------------------ | ----------------- | --------- | --------- | --------- | --------- | ------------------ | ----------------- | --------- | ---------- | ---------- | --------- | --------- | --------- | --------- |
| 2009  |                   |                   |                   |                   |                   |                   |                   |                          |                   |           |           |           |           |                    |                   |           |            |            |           |           |           |           |
| —     | —                 | —                 | —                 | —                 | —                 | —                 | —                 | 1er tour (1/16) Rosolska | Cibulková Razzano |           |           | —         | —         | —                  | —                 | —         | —          | —          | —         |           |           |           |
| 2013  |                   |                   |                   |                   |                   |                   |                   |                          |                   |           |           |           |           |                    |                   |           |            |            |           |           |           |           |
| —     | —                 | —                 | —                 | —                 | —                 | —                 | —                 |                          |                   | —         | —         | —         | —         | 2e tour (1/8) Chan | Kops-Jones Spears | —         | —          | —          | —         |           |           |           |

N.B. : le nom de la partenaire se trouve sous le résultat ; le nom des ultimes adversaires se trouve à droite.

## Classements WTA en fin de saison

### En simple
| Année | 2003 | 2004 | 2005 | 2006 | 2007 | 2008 | 2009 | 2010 | 2011 | 2012 |
| Rang  | 650  | 245  | 230  | 225  | 195  | 234  | 177  | 320  | 518  | 830  |

source : (en) « Classements de Eva Hrdinová », sur le site officiel du WTA Tour

### En double
| Année | 2003 | 2004 | 2005 | 2006 | 2007 | 2008 | 2009 | 2010 | 2011 | 2012 | 2013 | 2014 | 2015 | 2016 | 2017 | 2018 |
| Rang  | 482  | 227  | 167  | 142  | 110  | 72   | 169  | 242  | 149  | 105  | 75   | 108  | 88   | -    | 1224 | 712  |

source : (en) « Classements de Eva Hrdinová », sur le site officiel du WTA Tour